# Böhmische Schweiz

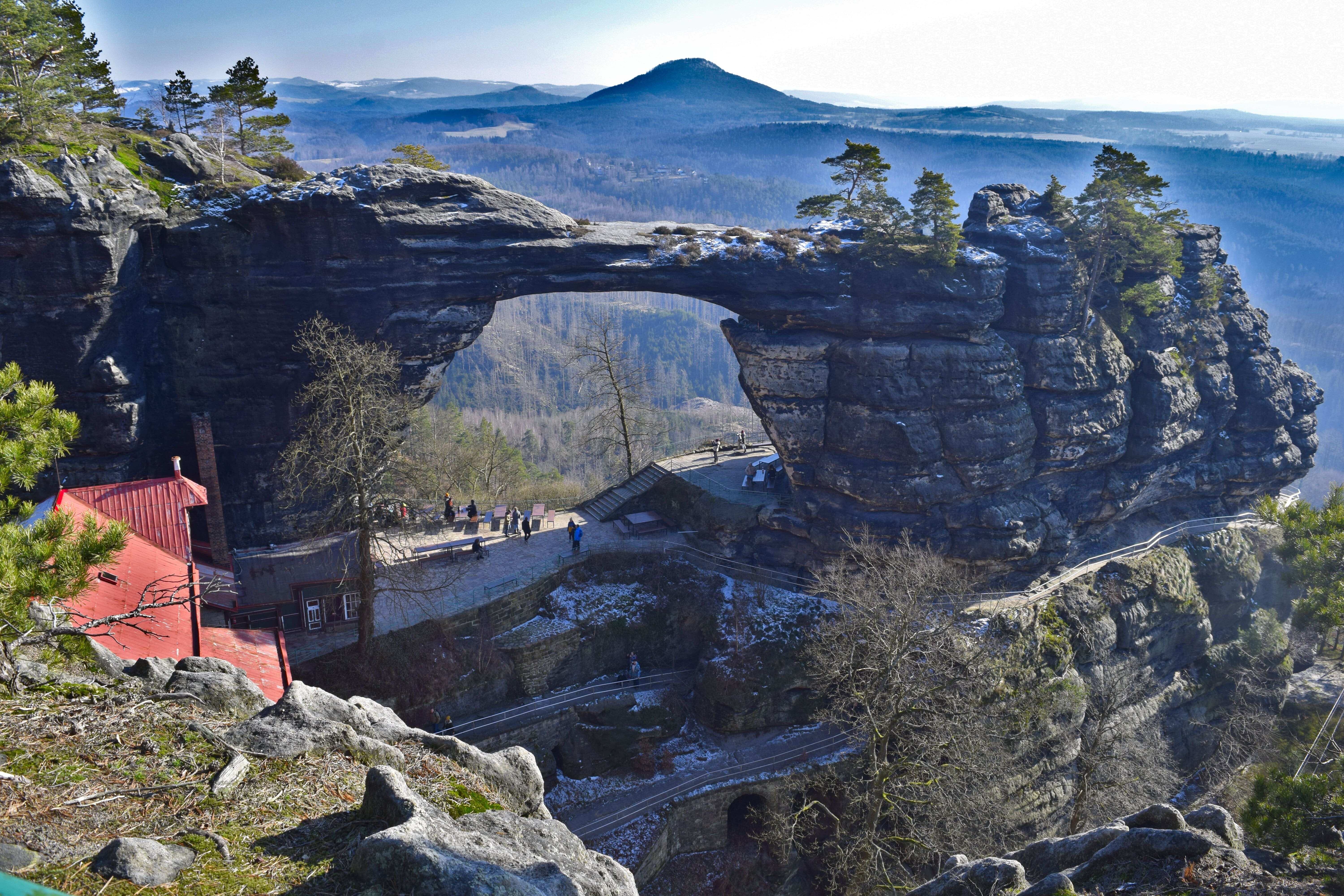
Das Prebischtor, die größte Sandsteinfelsenbrücke in Europa, ist das Symbol der Böhmischen Schweiz, im Hintergrund ist die markante Kuppe des Růžovský vrch (Rosenberg) zu sehen

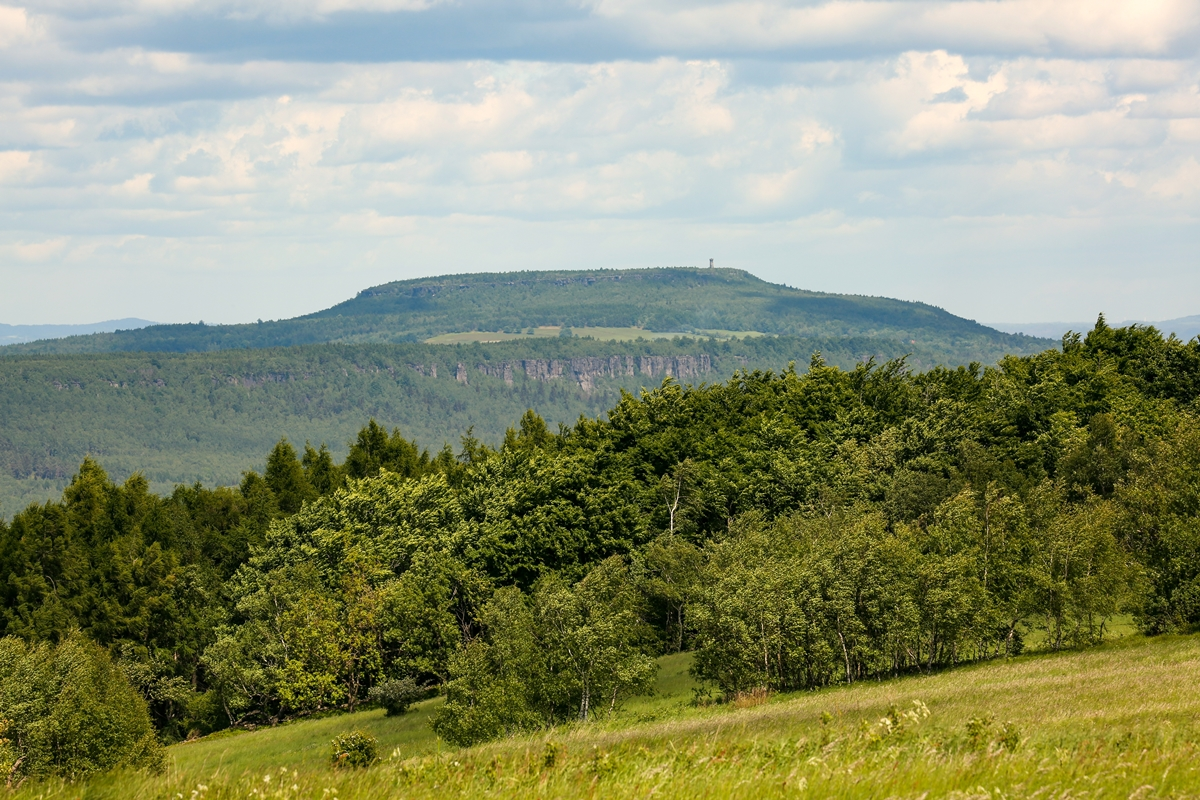
Blick zum Děčínský Sněžník (Hoher Schneeberg), dem höchsten Berg der Böhmischen Schweiz und des Elbsandsteingebirges

Die Böhmische Schweiz (tschechisch: České Švýcarsko) liegt als tschechischer Teil des Elbsandsteingebirges nördlich von Děčín beiderseits der Elbe. Östlich geht die Böhmische Schweiz in das Lausitzer Gebirge und westlich ins Erzgebirge über. Die höchste Erhebung ist der Hohe Schneeberg (Děčínský Sněžník) mit 722,8 m. Das Gebiet steht seit 1972 als ChKO Labské Pískovce unter Landschaftsschutz. Im rechtselbischen Teil besteht seit dem Jahr 2000 der Nationalpark Böhmische Schweiz.

## Namensgebung

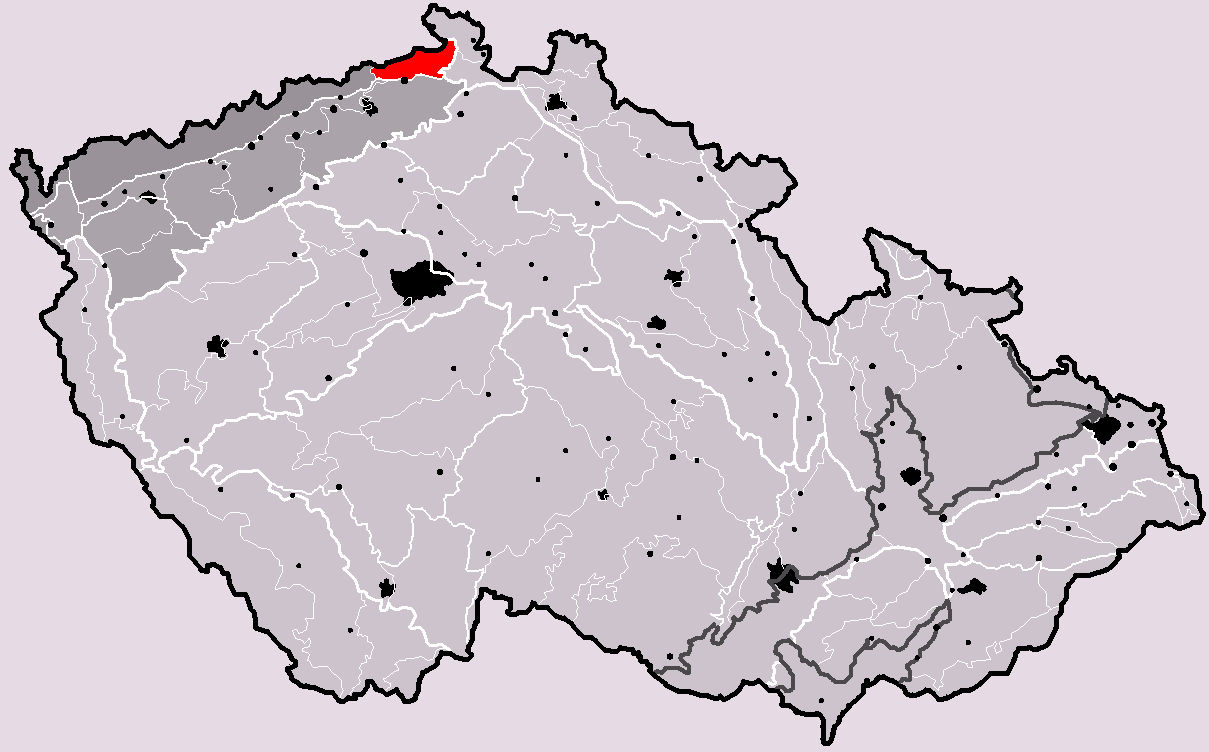
Děčínská vrchovina innerhalb der Geomorphologischen Einteilung Tschechiens

Der Begriff Böhmische Schweiz entstand in Anlehnung an den Namen Sächsische Schweiz des sächsischen Teils des Elbsandsteingebirges im 18. Jahrhundert und soll dabei auf die beiden Schweizer Künstler Adrian Zingg und Anton Graff zurückgehen, die sich von der Landschaft an ihre Heimat erinnert gefühlt haben könnten.

In Tschechien existieren für die Region auch die im Wesentlichen synonym verwendeten Begriffe Děčínská vrchovina (offizielle geomorphologische Bezeichnung, deutsch etwa Tetschener Bergland) sowie Labské pískovce (Elbsandsteine).

## Geologie
siehe Elbsandsteingebirge#Geologie

## Topografische Beschreibung

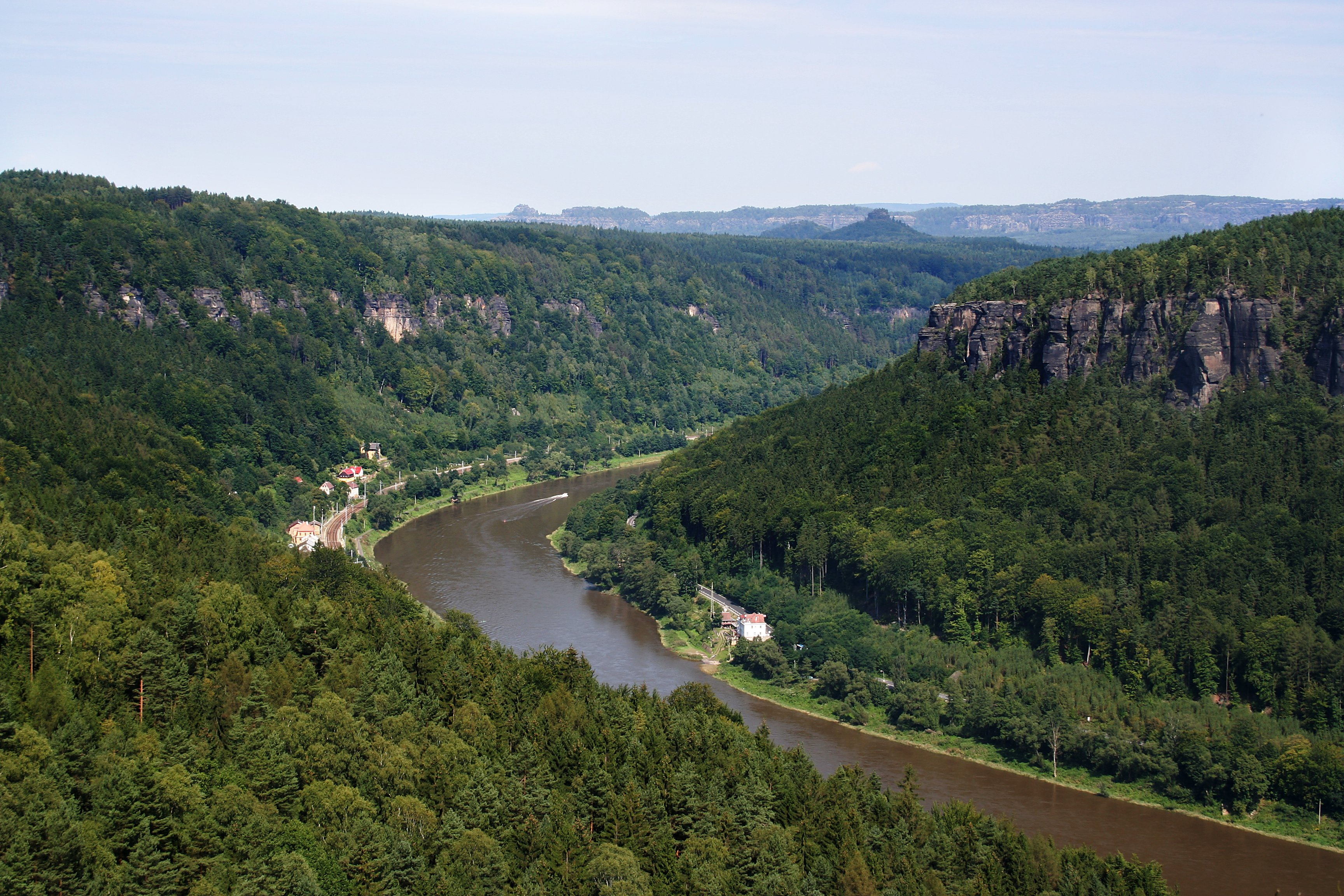
Cañon der Elbe bei Dolní Žleb

Im Gegensatz zur benachbarten Sächsischen Schweiz wird die Böhmische Schweiz nicht von Bergen geprägt, die die Landschaft überragen. Ausnahmen sind der Tafelberg Hoher Schneeberg (Děčínský Sněžník) sowie die Basaltkuppe des Rosenberges (Růžovský vrch).
Die Landschaft wird durch das Durchbruchstal der Elbe, welches von steilen hohen Felswänden gesäumt ist, in zwei Teile geteilt. Rechtselbisch breitet sich die flachwellige, landwirtschaftlich geprägte Kulturlandschaft – die Ebenheit – aus, die vom Rosenberg dominiert wird. Nördlich davon befinden sich die durch Schluchten zerteilten Felsgebiete und die steilen Felswände an der Südseite des Winterberges (Prebischtorgebiet). Linkselbisch ist diese wellige Landschaft dicht bewaldet, im Bereich des Überganges zum Erzgebirge befindet sich dort der höchste Berg des Elbsandsteingebirges, der Hohe Schneeberg. So wie im anschließenden Erzgebirge fällt dort die Landschaft steil nach Süden ab.

## Geschichte

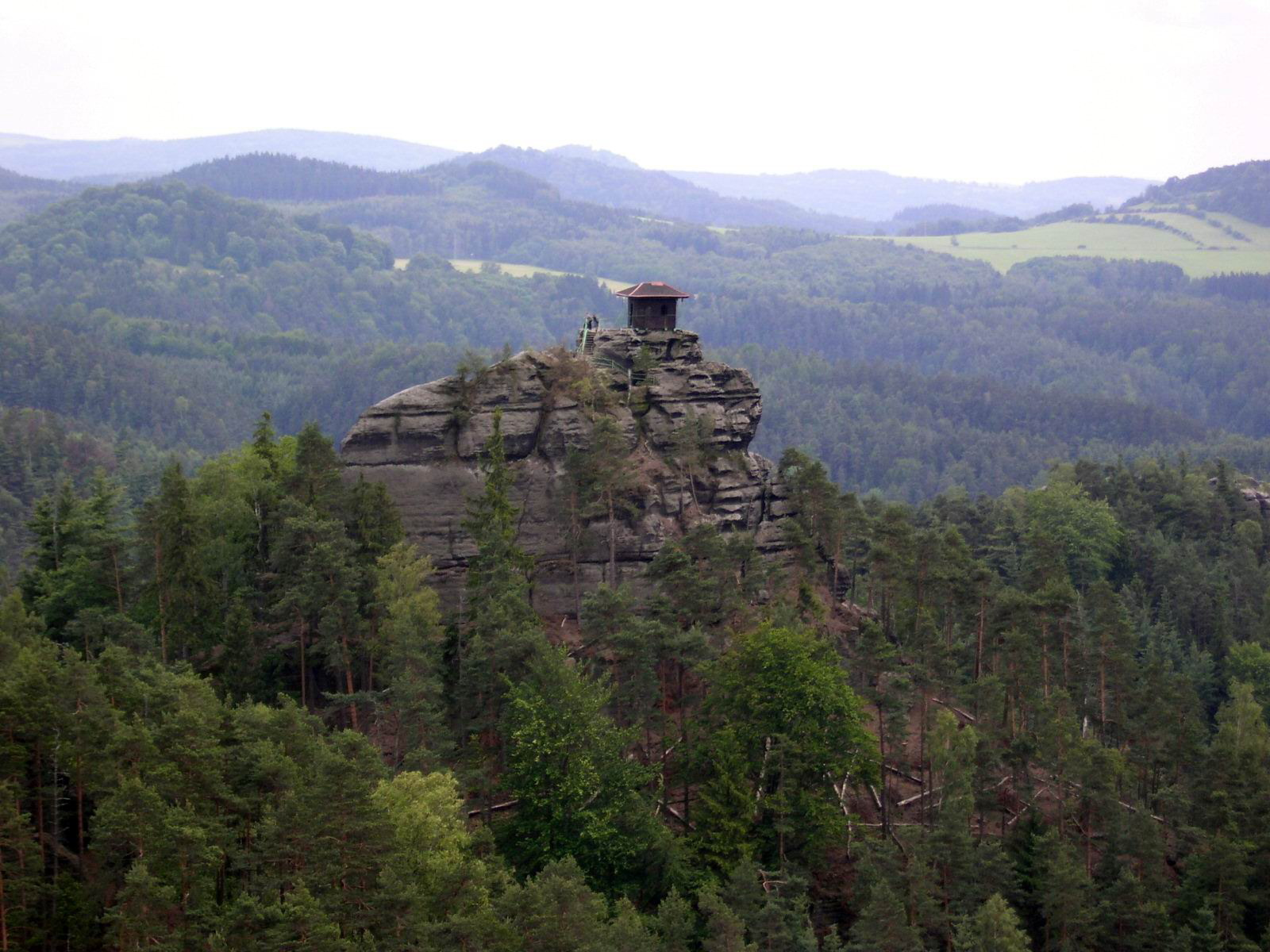
Marienfels

Im Gebiet der Böhmischen Schweiz gibt es eine Reihe von Burganlagen zum Schutz der Handelswege. Einige der Burgen wurden auch als mittelalterliche Raubnester genutzt. Dieses Gebiet war in vorgeschichtlicher Zeit recht dünn von keltischen, germanischen und später slawischen Stämmen besiedelt und wurde erst ab dem 12. Jahrhundert von deutschsprachigen Siedlern kolonisiert. Bis zum Ende des Zweiten Weltkrieges war es von Deutschböhmen bewohnt. Seit der Vertreibung der deutschen Bevölkerung nach 1945 ist dieses Gebiet fast ausschließlich von Tschechen besiedelt.
Die touristische Erschließung des Elbsandsteingebirges begann im Wesentlichen erst im 19. Jahrhundert. Künstler der Romantik ließen sich von der wilden Schönheit der Felsen inspirieren, so der Maler Ludwig Richter oder der Komponist Carl Maria von Weber, der seine berühmte Oper Der Freischütz in der Nähe von Rathen ansiedelte.

## Felsklettern
Von der Sächsischen Schweiz ausgehend gerieten schließlich auch die Felsen im böhmischen Teil des Elbsandsteingebirges ins Blickfeld der Bergsteiger. Mit dem Beckstein im Prebischtorgebiet wurde 1888 der erste Klettergipfel der Böhmischen Schweiz erschlossen. Die bedeutendsten Klettergipfel, die alle schon vor dem Ersten Weltkrieg erstbestiegen wurden, sind: Großer Prebischkegel, Nonne, Doggenturm, Empornadel, Wotanskegel und Kastenturm. Dabei wurde die Erschließung vor allem von deutschen Kletterern aus Dresden und Tetschen-Bodenbach durchgeführt.
Nach dem Zweiten Weltkrieg wurde das Gebiet dann vor allem durch tschechische Kletterer systematisch erschlossen (z. B. Karel Bělina, Gebrüder Weingartl). Ab Mitte der 1960er Jahre waren dann auch wieder deutsche Kletterer aus Dresden maßgeblich an der weiteren Erschließung beteiligt. In den 1970er Jahren setzte dann noch einmal eine Resterschließung der im ehemaligen Grenzsperrgebiet gelegenen Kletterziele ein.
Nach der Gründung des Nationalparks Böhmische Schweiz traten dann für den Bergsport gravierende Einschränkungen in Kraft. Zunächst war das Klettern wie in allen tschechischen Nationalparks völlig verboten, später wurde eine Regelung getroffen, die das Klettern zu bestimmten Zeiten im Jahr erlaubt.

## Sehenswürdigkeiten

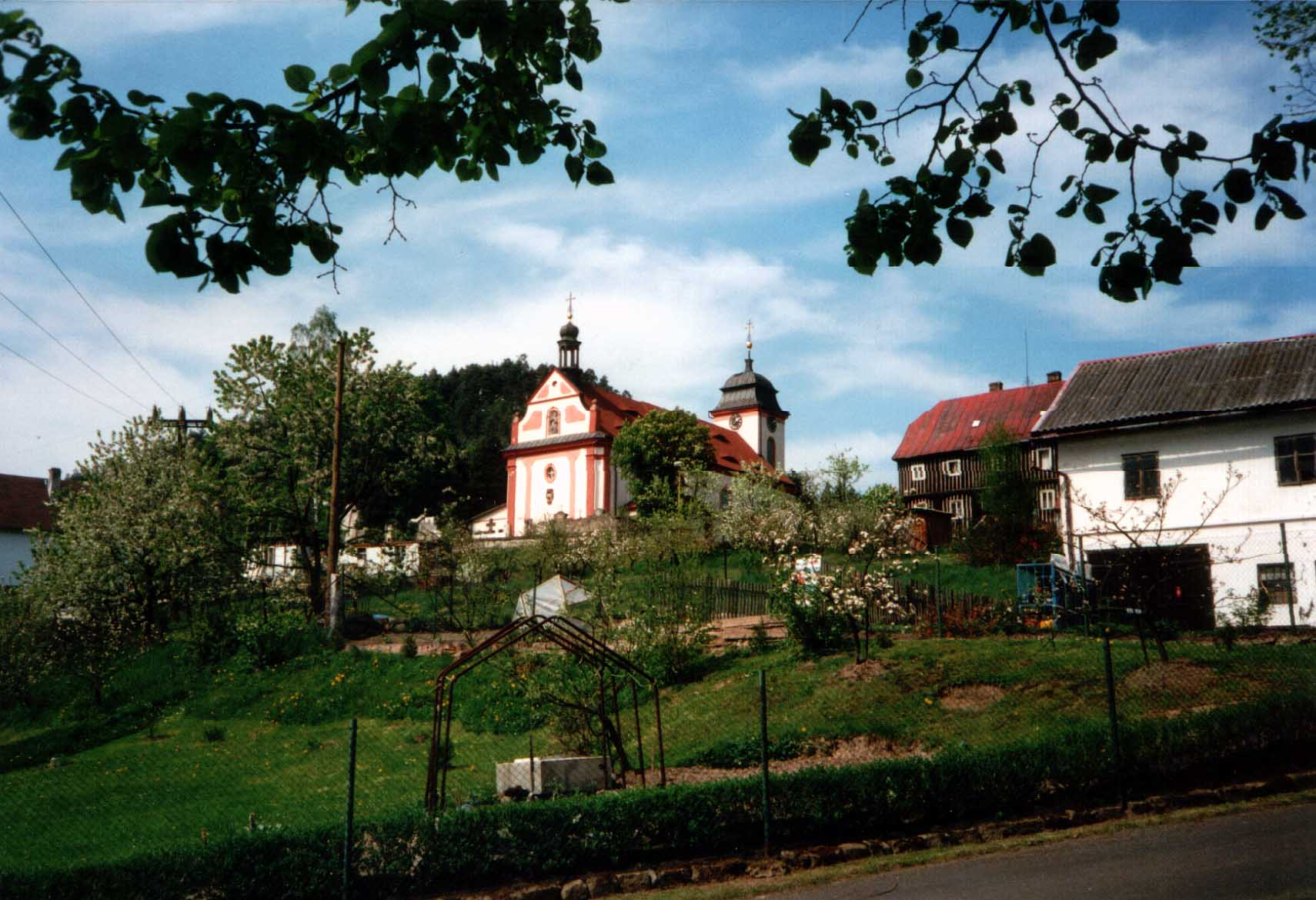
Barocke Dorfkirche in Jetřichovice

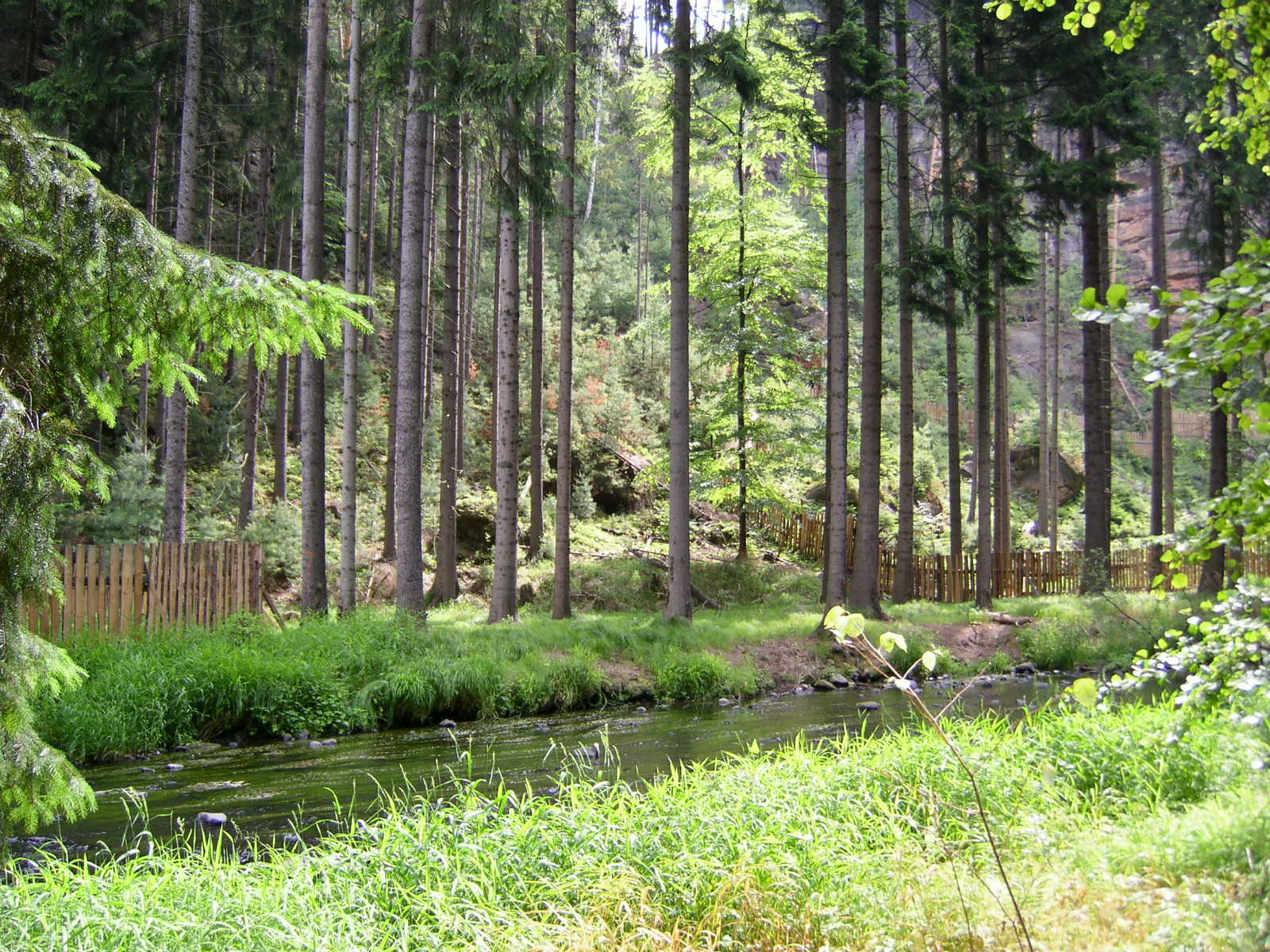
Paulinengrund

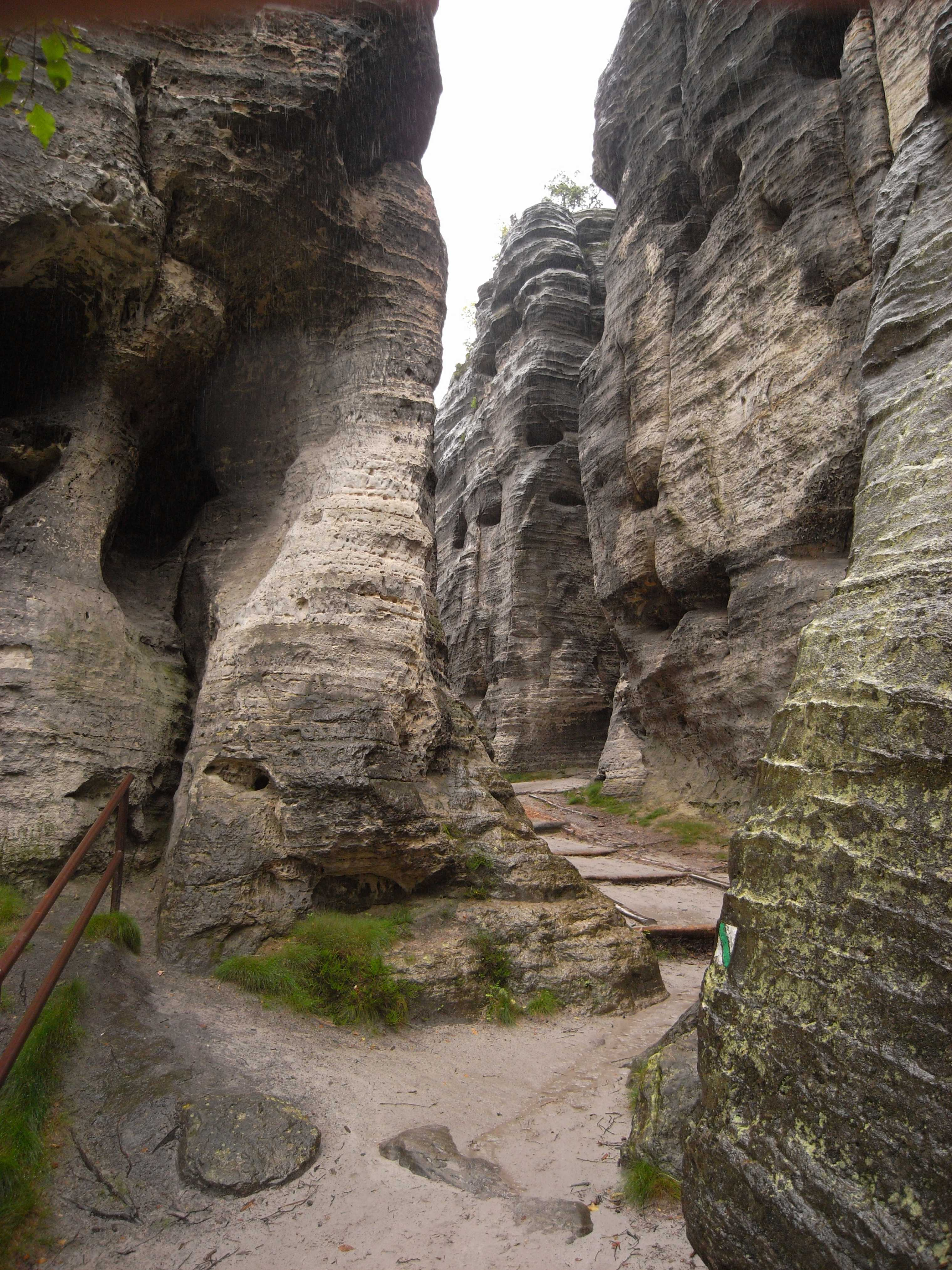
Felsenstadt in den Tyssaer Wänden

- Prebischtor, die größte natürliche Sandsteinfelsbrücke in Europa
- Edmundsklamm und Stille Klamm (Kamnitzklamm), eine Felsschlucht bei Hřensko, der Fluss Kamnitz darin wird für Touristen mit Booten befahren
- Tyssaer Wände, ein Felslabyrinth
- Hoher Schneeberg (Děčínský Sněžník), höchster Berg der Böhmischen Schweiz mit Aussichtsturm
- Felsenburg Schauenstein, Raubschloss bei Vysoká Lipa
- Marienfels, Aussichtspunkt bei Jetřichovice
- Wilhelminenwand, Aussichtspunkt bei Jetřichovice
- Rudolfstein, Aussichtspunkt bei Jetřichovice
- Paulinengrund (tschech.: Pavlino Udoli), ein tief eingeschnittenes vom Kreibitzbach (Chribská Kamenice) durchzogenes romantisches Felsental
- Felsenburg Falkenstein
- Felsenkapelle in Všemily
- Belvedere bei Labská Stráň
- Kleines Prebischtor
- Balzhütte (tschech.: Na Tokani)
- Kaiseraussicht auf dem Quaderberg bei Děčín
- Aussichtsturm auf dem Janovsky vrch bei Janov u Hřenska
- die gut gepflegten Dörfer mit ihren Umgebindehäusern
- Schloss Tetschen, museal besichtigbar